# Gran Somalia

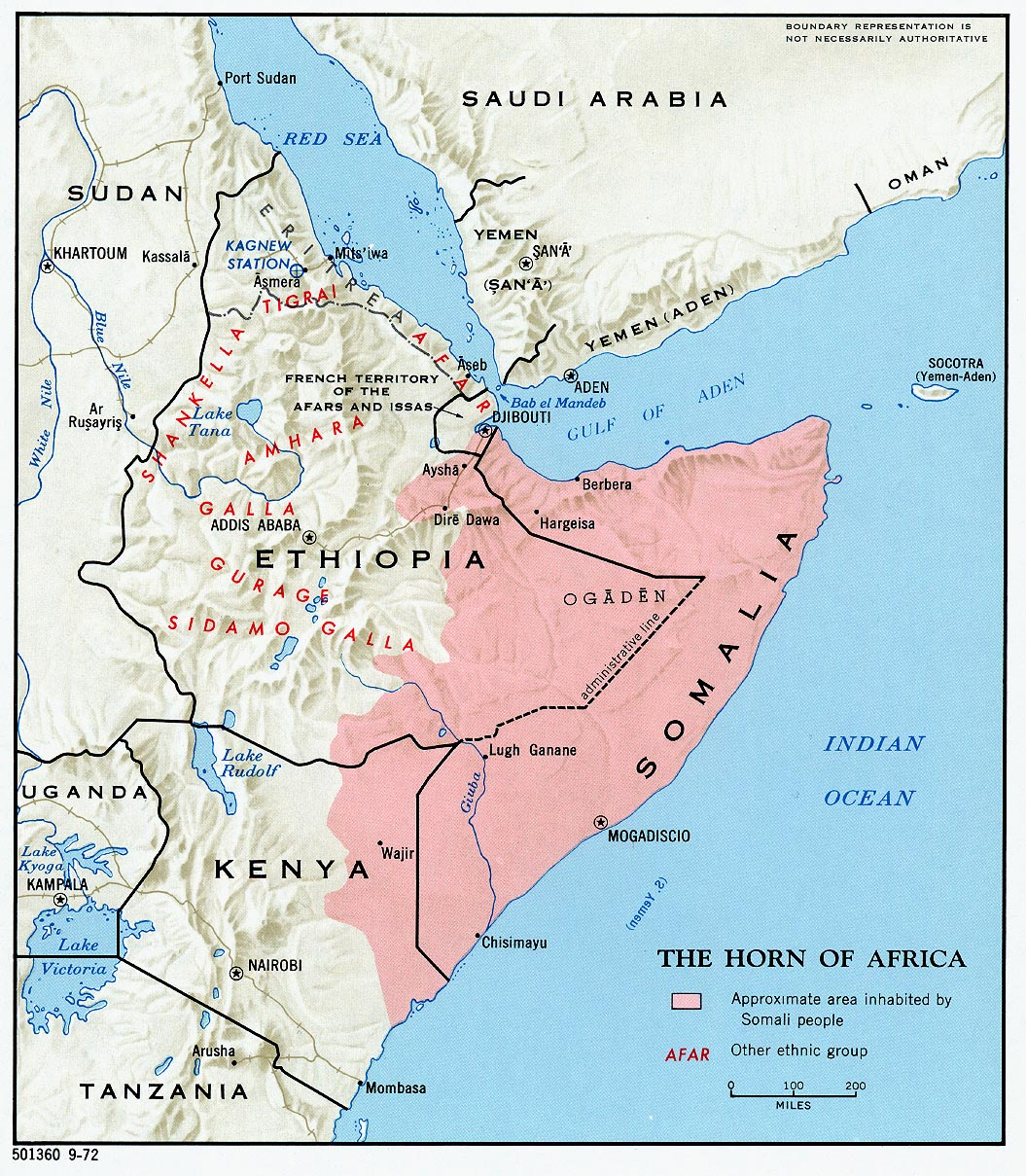
Territorio estimado de una nación pan-somalí en relación con los países vecinos.

Bandera de Somalia, la estrella de cinco puntas simboliza las cinco partes de la Gran Somalia: el noreste de Kenia, la región etiópica de Ogaden y Yibuti.

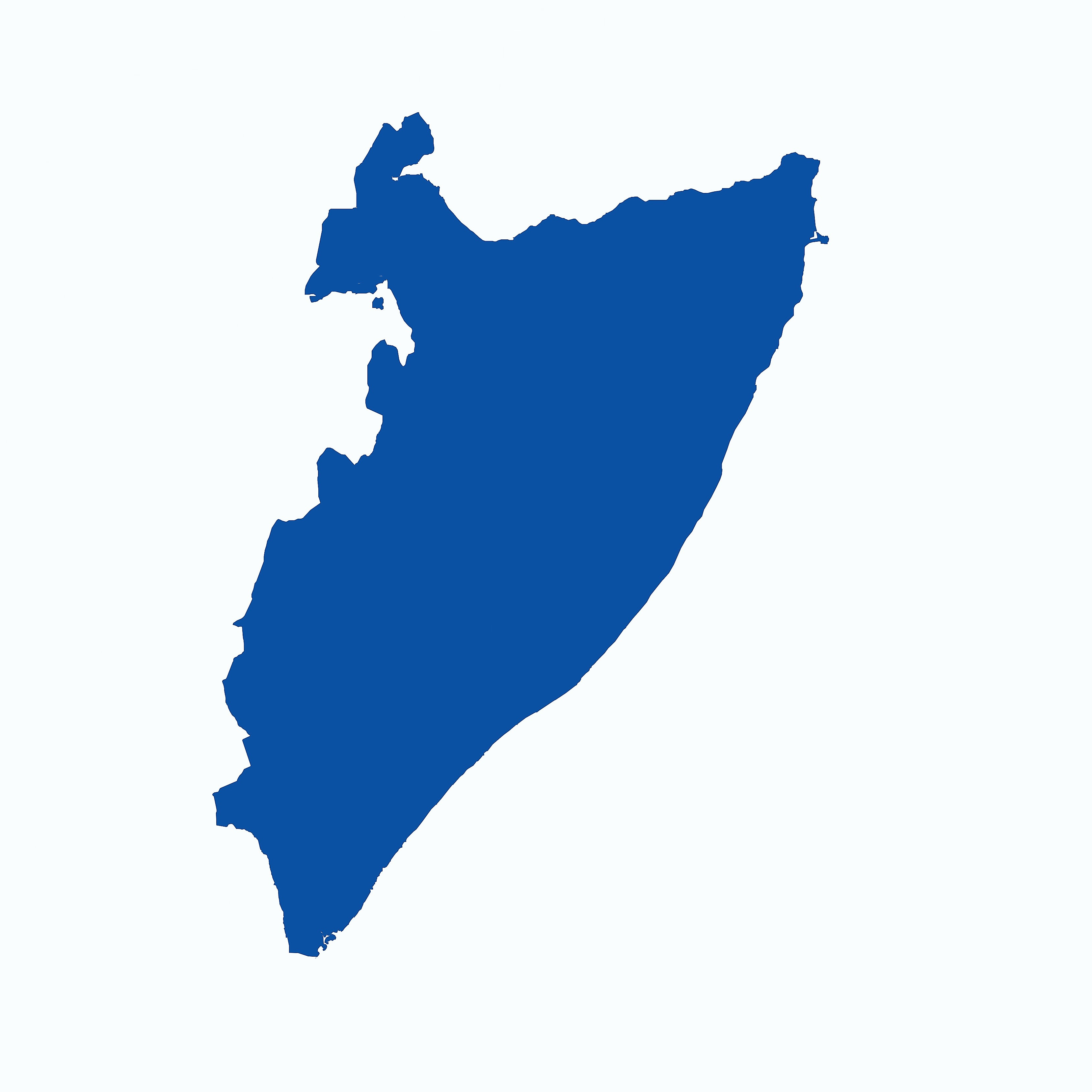
Mapa de la gran Somalia.

Gran Somalia se refiere a esas regiones en el Cuerno de África donde viven etnias somalíes. Gran Somalia abarca Somalia, el este de Etiopía (Ogadén), el este de Yibuti y el noreste de Kenia.

## Historia

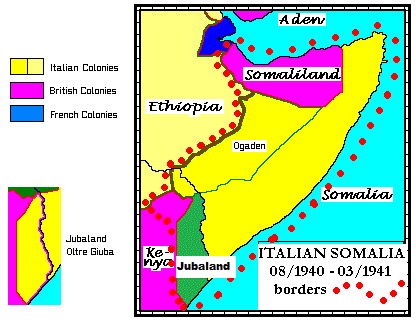
La "Gran Somalia" del Reino de Italia que unía a todos los somalíes en un único territorio.

Históricamente fueron los italianos los primeros que crearon la "Gran Somalia" en la primera mitad del siglo XX.
El Reino de Italia amplió sus posesiones en la colonia de la Somalia italiana, después de la Primera Guerra Mundial, con el territorio de Kenia, poblado por somalíes, llamado "Oltre Giuba".
En 1936 la Somalia italiana fue aumentada con la inclusión de 200 000 km² de territorio etíope: el Ogaden, poblado por somalíes.
Posteriormente en el verano de 1941 en la Somalia italiana fue incluida la Somalilandia Británica y algunas áreas pobladas por somalíes de Kenia oriental, conquistadas por los italianos al inicio de la Segunda Guerra Mundial. 
De esta manera todos los somalíes quedaron unificados bajo el mando italiano en la Somalia italiana. La única excepción era la pequeña Somalia francesa, centrada alrededor de Yibuti. 
Este territorio de 702 000 km² (con capital Mogadiscio) fue llamado por Mussolini la Gran Somalia, y existió entre agosto de 1940 y abril de 1941.
Después de la Segunda Guerra Mundial esta unión política fue rota por los ingleses y ahora la "Gran Somalia" se refiere solamente a una región geográfica y étnica de África.